# Al Bireh
Al-Bireh (en árabe: البيرة‎: البيرة), que fue conocida históricamente como Castrum Mahomeria, Magna Mahomeria, Mahomeria Major, Birra o Beirothah, es una ciudad palestina adyacente a Ramala, situada en la zona central de Cisjordania, unos 15 kilómetros al norte de Jerusalén. Está situada a 860 metros sobre el nivel del mar en la cadena montañosa central que atraviesa dicho territorio y cuenta con una superficie de 22.4 kilómetros cuadrados. Es el centro administrativo de la Gobernación de Ramala y Al-Bireh.
Debido a su ubicación, Al-Bireh ha sido un punto clave entre las rutas comerciales que van de norte a sur, particularmente entre Jerusalén y Nablus. La Oficina Central de Estadísticas de Palestina (PCBS) calcula que la ciudad tenía una población de aproximadamente 52.770 habitantes a mediados de 2024.

## Historia
A principios del siglo XIX, Edward Robinson creyó que Al-Bireh era la localidad bíblica de Beeroth, pero los académicos contemporáneos consideran que Beeroth se localizaba en Kh. el-Burj, cerca de Beit Iksa.
Claude Reignier Conder y otros autores la han identificado con la Beirothah de las crónicas samaritanas.

### Época de las Cruzadas

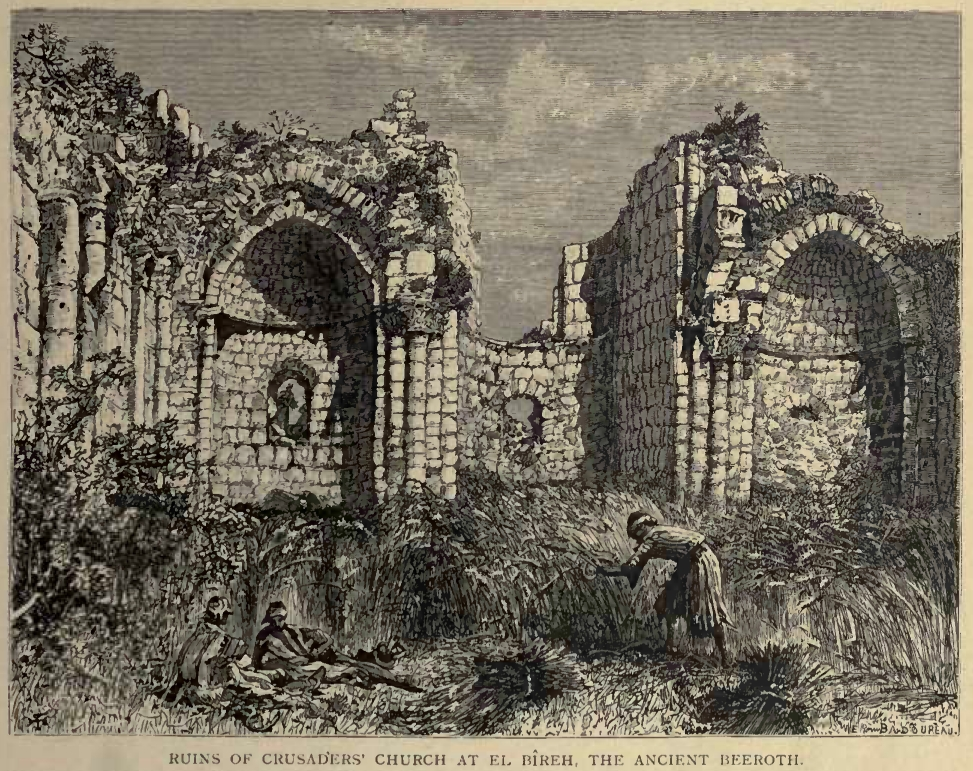
Iglesia de la época de las Cruzadas en Al-Bireh, aprox.1881.

Los Cruzados capturaron la ciudad y la renombraron como Birra. También recibió el nombre de Castrum Mahomeria, Magna Mahomeria o Mahomeria Major. Fue uno de los 21 pueblos otorgados por el rey Godofredo a la Iglesia del Santo Sepulcro a modo de feudo. En 1114, la entrega fue confirmada por el rey Balduino I de Jerusalén.
En 1156, 92 personas de Mahomeria juraron fidelidad a la Iglesia del Santo Sepulcro, y otros 50 nombres se añadieron a la lista en las siguientes tres décadas. Por lo tanto, se calcula que el total de la población franca por aquella época era de entre 500 y 700 personas.
Los Cruzados construyeron un castillo,una iglesia y un hospicio allí.Estos dos últimos fueron construidos por los Caballeros Templarios en 1146 y pertenecían a la Iglesia del Santo Sepulcro. Tras la Batalla de los Cuernos de Hattin en 1187, las fuerzas ayubíes de Saladino expulsaron a los cruzados de toda la Palestina interior, incluida Birra, y demolieron por completo la ciudad. Yaqut al-Hamawi mencionó haber visto las ruinas en varias ocasiones durante sus viajes por la zona. Cerca del final del dominio ayubí, en 1280, la ciudad actual de Al-Bireh ya se encontraba habitada. Los ayubíes construyeron una mezquita dedicada a Umar ibn al-Jattab adyacente a las ruinas de la anterior iglesia.Se han encontrado restos de cerámica de época cruzada y ayubí en la zona.

### Época Otomana
En 1517, los otomanos incorporaron el pueblo de Al-Bireh (denominado por entonces Bira al-Kubra) a su imperio junto con el resto de Palestina y, en 1596, aparecía en los registros de impuestos otomanos como una nahiya (subdistrito) de Al-Quds, en el liwa (distrito) de Al-Quds. Tenía una población de 45 familias musulmanas y pagaba impuestos sobre trigo, cebada, olivos, frutales, ingresos ocasionales, cabras o colmenas.

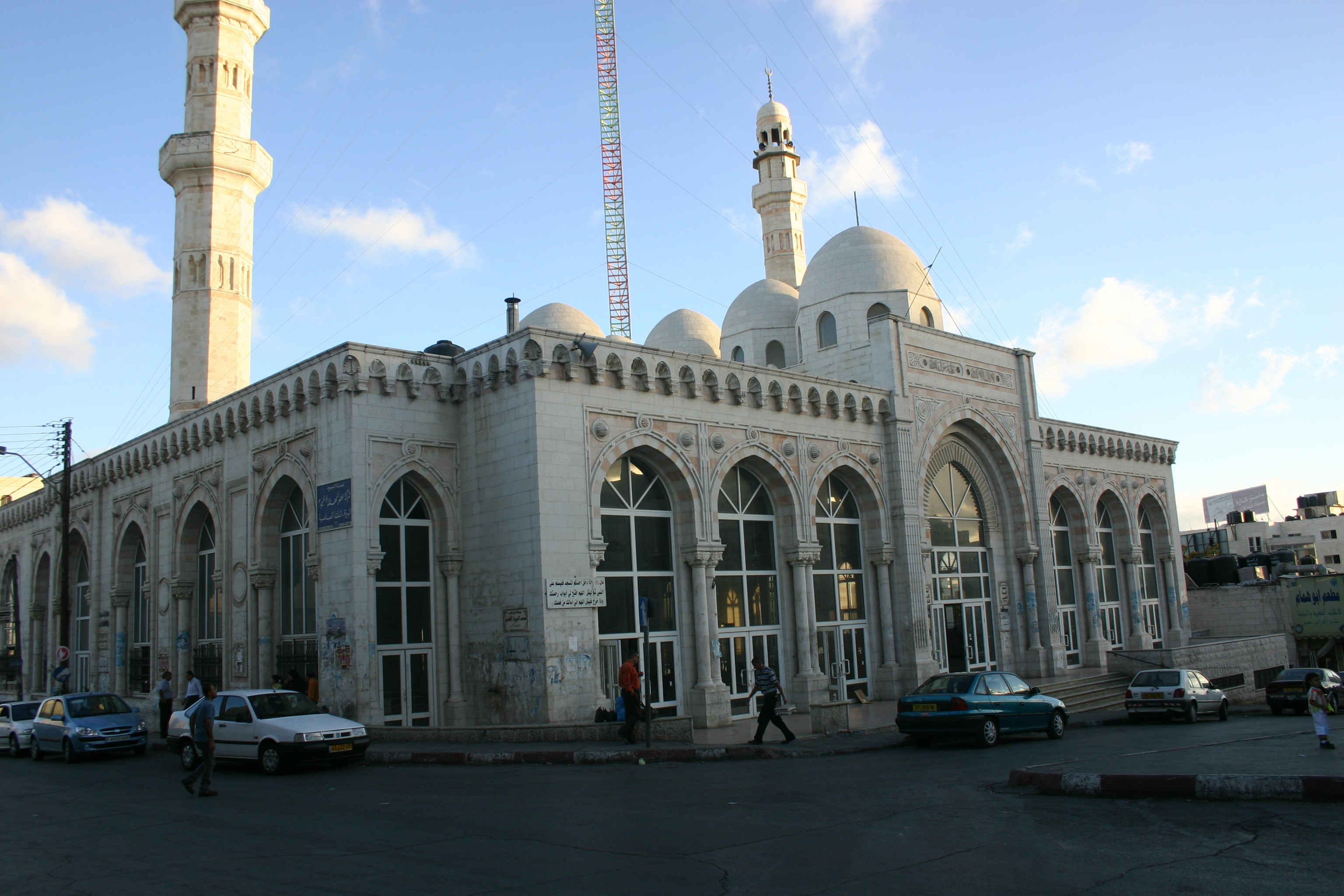
Mezquita de Al Bireh

En la primavera de 1697, Henry Maundrell advirtió los restos de una iglesia, cuya construcción atribuyó a la Emperatriz Helena, en el poblado de al Bireh, al que él llamó Beer.
Tras revuelta árabe de Palestina de 1834, las autoridades otomanas reclutaron a muchos hombres de Al-Bireh como soldados. En 1838, cuando Robinson visitó el pueblo, unos 60 hombres habían sido convertidos en soldados de un total de 700 habitantes.
Cuando el explorador francés Victor Guérin visitó la aldea en 1863, anotó que en ella vivían 800 personas. En 1883, la Fundación para la Exploración de Palestina describió Al-Bireh en su Estudio sobre Palestina Occidental como una aldea de buen tamaño, con casas “bastante bien construidas”.
Hasta 1917, la ciudad ejerció de centro político y administrativo del Imperio Otomano.

### Mandato Británico de Palestina
En el censo de Palestina de 1922, llevado a cabo por las autoridades del Mandato Británico, Al-Bireh tenía una población de 1.479 habitantes, 1.407 musulmanes y 72 cristianos. Su población había crecido en el censo de 1931, año en el que Al-Bireh tenía 2.292 habitantes que vivían en 541 casas, 2044 de ellos clasificados como musulmanes y 248 como cristianos.
En 1945, la población de Al-Bireh era de 2.920 habitantes. La Al-Bireh urbana tenía una superficie de 967 dunams (96,7 hectáreas), mientras que la superficie de la Al-Bireh rural era de 22.045 dunams (2.204,5 hectáreas) según una encuesta oficial de tierra y población. De estos dunams, 5.162 eran para plantaciones y tierra irrigable, 11.226 se usaban para cereales y 759 estaban considerados como terrenos urbanos.

### Ocupación jordana
Al-Bireh había de formar parte del estado árabe de Palestina según la resolución 181 de las Naciones Unidas, que declaró la partición del Mandato Británico de Palestina en dos estados: uno árabe y uno judío. A la conclusión de la guerra árabe-israelí de 1948, Al-Bireh y toda Cisjordania quedaron bajo ocupación militar jordana.

### Ocupación israelí
El 6 de junio de 1967, el ejército israelí ocupó la ciudad en el contexto de la guerra de los Seis Días. El censo llevado a cabo inmediatamente después de su conquista por parte de las autoridades israelíes fijaba la población de Bira (Al-Bireh) en 9.674 personas, a las que había que sumar 3.363 más en un campamento de refugiados ubicado en la propia ciudad.

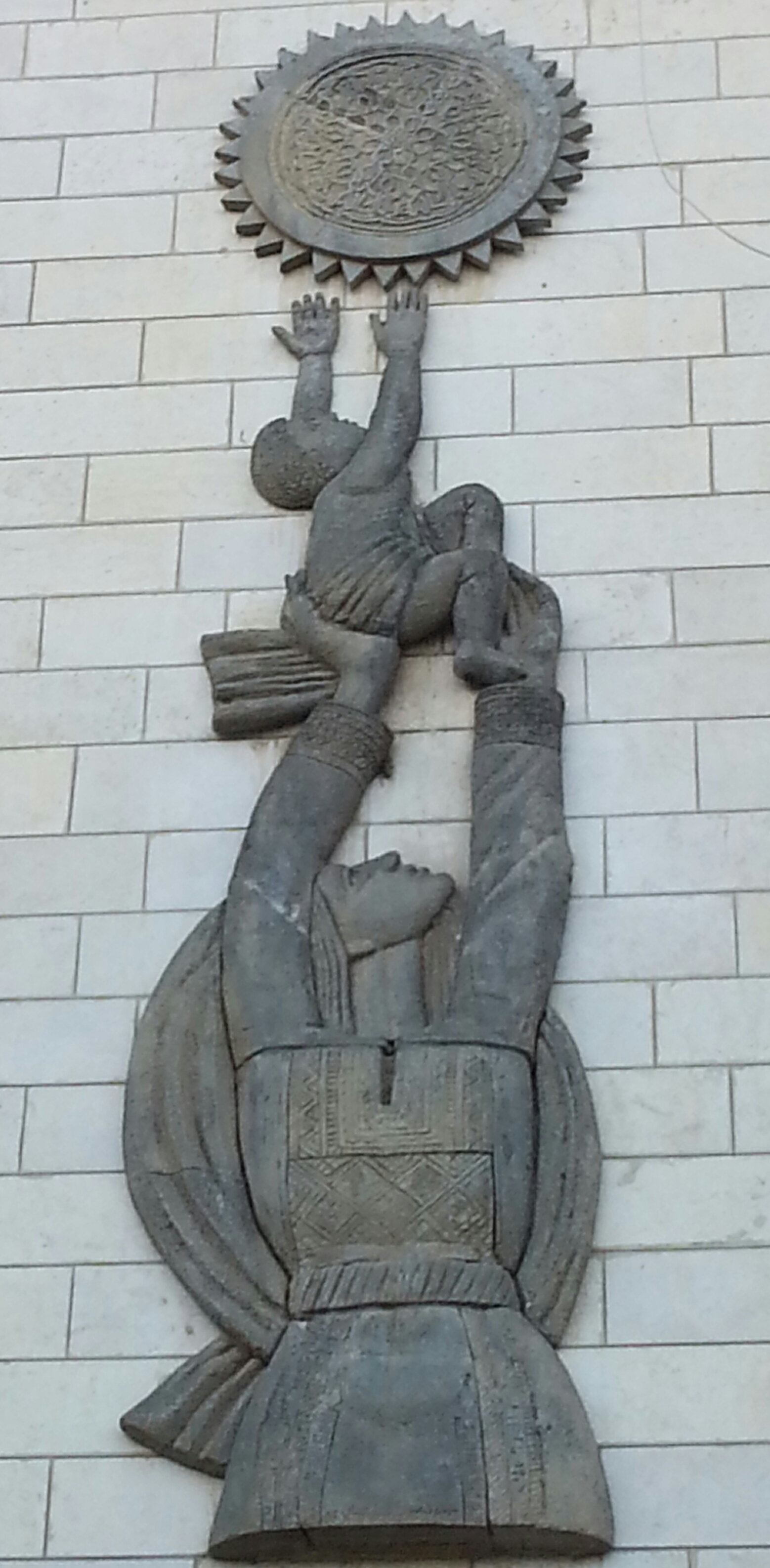
Mural en Al Bireh

En 1994, la administración de la ciudad pasó a manos de la Autoridad Nacional Palestina como consecuencia de los Acuerdos de Oslo, pese a lo cual toda Palestina sigue estando considerada a día de hoy como territorio ocupado israelí. El 16 de enero de 1995 tuvieron lugar en Al-Bireh, junto con otras ciudades palestinas, protestas y manifestaciones contra los asentamientos israelíes, considerados ilegales bajo el derecho internacional. El 30 de diciembre de este mismo año, Yasir Arafat, durante una visita a Ramala, declaró a esta ciudad y a Al-Bireh ciudades liberadas. El 25 de septiembre de 1996, unos 400 palestinos resultaron heridos en enfrentamientos con fuerzas israelíes, la mayoría de ellos en Al Bireh y alrededor de la Tumba de Raquel, en Belén.
El 1 de octubre del año 2000 moría en Al-Bireh el adolescente Muhammad Nabil Daoud Hamad al-Abasi, de 16 años, por disparos de soldados israelíes en la cabeza durante una manifestación en el cruce de Ayosh. Al día siguiente moría en Al-Bireh el joven Ahmad Hassan Fayad, de 22 años y natural de Ramala, por disparos de las fuerzas de seguridad israelíes. El 10 de octubre, en el curso de una manifestación en el cruce de Ayosh, resultaba herido grave por disparos de balas de goma Raed Ya'qub Hamuda, de 29 años, muriendo cinco días después. Once días después, el 21 de octubre, era un chico de 15 años, Majid Ibrahim Hasan Hawamdeh, quien moría por disparos israelíes en la cabeza durante otra manifestación. Dos jóvenes de 28 años, Ousamah Khalil al-Bawab y Majd Hussein al-Radwan Jaro, morían el 11 de noviembre de este mismo año por disparos de soldados israelíes. El 23 de noviembre, una niña de tan solo 3 años llamada Maram Imad Ahmad Hasouna moría en su casa de Al-Bireh por la inhalación del gas lanzado por las tropas israelíes en las cercanías.

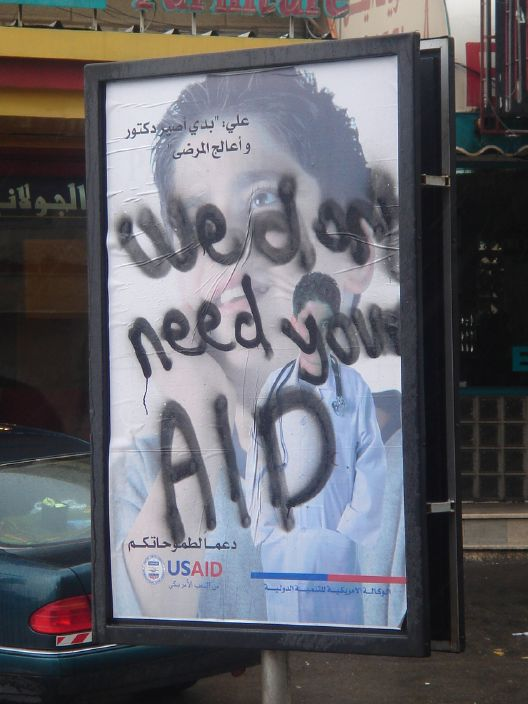
Pintada de 2007 sobre un cartel de USAID en la que se lee "no necesitamos vuestra ayuda".

Otro niño, Omar Farouq Khaled, de 11 años, moría el 14 de enero de 2001 por las heridas en la cabeza sufridas una semana antes durante una manifestación. El 27 de febrero era Na'im Ahmad Muhammad al-Badarin, de 55 años, quien moría en su casa por un bombardeo israelí. El 2 de marzo de este mismo año fue Ubay Muhammad Mahmoud Darraj, de tan solo 9 años, quien moría por las heridas sufridas en el abdomen a causa de un bombardeo israelí sobre su casa, cerca del asentamiento de Psagot, y un día después murió 'Aiyadah Dawood Fathiya, de 43 años y madre de un niño con el que paseaba por la calle cuando fue alcanzada por disparos provenientes de Psagot.El 15 de mayo de 2001 era 'Abd al-Jawad Khalil Shehadeh, de 18 años y original de Gaza, quien moría durante una manifestación por disparos de soldados israelíes. En esa misma manifestación, el ejército israelí mató también a Burhan Fahim Muhammad a-Shakhsher, de 22 años. El 7 de julio moría Naser Lutfi A'bed, de 39 años, a causa de unas balas perdidas disparadas por soldados israelíes. Se encontraba en el polideportivo de la ciudad, cerca del asentamiento de Psagot. En una nueva manifestación el 21 de septiembre, el ejército israelí hería gravemente a Muhsein Fahed 'Arafat, de 17 años, que moriría ocho días después. El 19 de octubre de 2001 era Sa'ad 'Abd al-Qader al-Aqra' quien, tras un intercambio de disparos con fuerzas israelíes, resultaba muerto con apenas 22 años.

Un misil disparado desde un helicóptero mataba el 20 de febrero de 2002 a Muhammad Abu Ramadan, de 55 años, que no tomaba parte en las hostilidades. El 5 de marzo, 'Omar Hussein Nimer Qadan y Fawzi Murar, ambos de 27 años, morían víctimas del asesinato selectivo de otro hombre que viajaba en el mismo coche que ellos, Muhannad Diriyah Munir Abu Halaweh, de 23 años, que también murió en el atentado. El 5 de marzo era Jamil 'Abdallah 'Abdallah, de 37 años, quien resultaba herido por disparos israelíes, muriendo nueve días después. En la mañana del 16 de mayo de 2002 moría otro habitante de Al Bireh a manos del ejército israelí durante una incursión en la ciudad. Con 11 años moría Abdul-Salam Fawzi Abdul-Rahman Samreen, el 19 de septiembre de 2002, por heridas de bala en el abdomen recibidas durante un toque de queda en la ciudad. El 3 de diciembre de este mismo año, la anciana de 93 años Fatimah 'Obeid viajaba en un taxi por la ciudad de Al-Bireh cuando fue alcanzada por un disparos del ejército israelí, matándola en el acto. 'Alaa al-Maluh, de 20 años, Firas al-Bituni, de 26, y Adham 'Ali, de 23, todos ellos naturales de Al-Bireh, resultaban heridos ese mismo día en Ramala durante una incursión del ejército israelí y morían el 12 del mismo mes. El 1 de diciembre de 2003, Muayad Mazen Abdul-Rahman Hamdan, de tan solo 9 años, murió por disparos de soldados israelíes en la cabeza durante una incursión en Al-Bireh. 

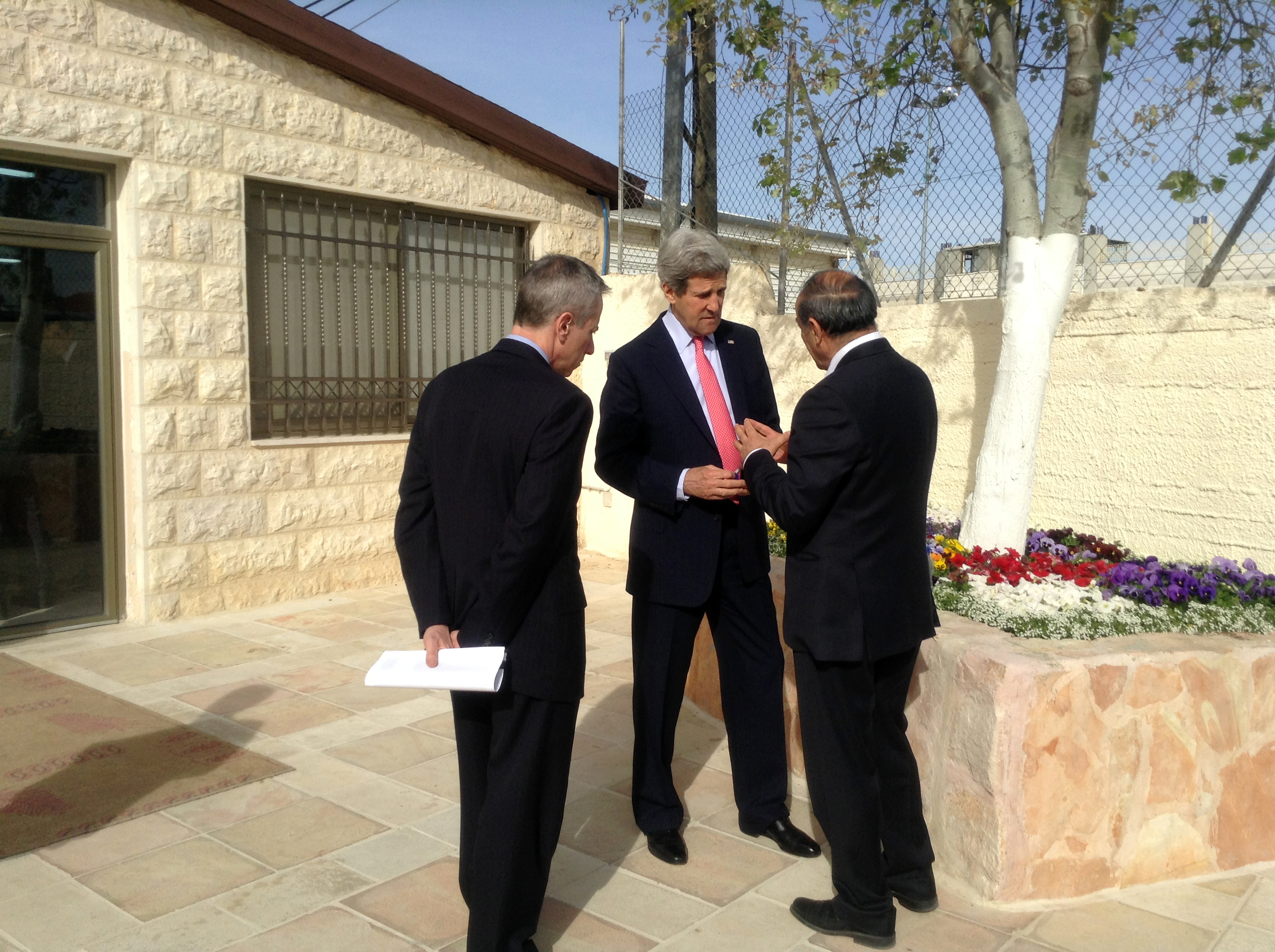
El exsecretario de Estado estadounidense John Kerry en el Centro de la Juventud de Al Bireh

El 21 de agosto de 2006, soldados israelíes detuvieron en su casa de Al-Bireh al secretario general del Parlamento Palestino, Mahmud Ramahi, de Hamás.
El 4 de enero de 2007, varios hombres armados secuestraron al viceministro de sanidad palestino Bashar Karmi, dejándolo libre al día siguiente. Mohammad Barghouti, uno de los líderes de Hamás en Cisjordania, acusó al movimiento Fatah del secuestro.
En marzo de 2013, el presidente estadounidense Barack Obama visitaba Al-Bireh ante las protestas de algunos de sus habitantes, a los que no se permitió acercarse a menos de 2 kilómetros del mandatario.
El 11 de diciembre de 2014, el ministro palestino Ziad Abu Ein era enterrado en el cementerio de la ciudad de Al Bireh. Había muerto en un enfrentamiento con las fuerzas de seguridad israelíes cuando protestaba por la construcción de asentamientos israelíes en Cisjordania.
El 11 de octubre de 2015, un niño de 13 años llamado Ahmad Sharaka murió por disparos israelíes en enfrentamientos en la ciudad de Al-Bireh. El 11 de noviembre era Ibrahim 'Abd al-Halim Yusef Dawood quien resultaba herido crítico por los disparos de la Policía de Fronteras Israelí durante una manifestación en la que les arrojaron piedras. Murió dos semanas después, el 25 de ese mismo mes, con 16 años. El 22 de noviembre de este mismo año, Shadi Khasib, de 32 años y residente de Al Bireh, moría en Jerusalén Oeste por los disparos de un colono israelí cuando supuestamente iba a cometer un ataque con cuchillo. Cinco días después, el 27 de noviembre, otro colono judío mataba a Fadi Muhammad Mahmoud Khasib cerca del asentamiento de Kfar Adunim. Tenía 25 años y supuestamente había cometido un intento de atropello. En otro supuesto intento de atropello murió Hikmat Hamdan, de 29 o 33 años, abatido por disparos de soldados israelíes en el campamento de refugiados de Kalandia el 16 de diciembre; la organización pacifista israelí B'Tselem afirma que la policía realizó una "descarga masiva" de balas sobre el coche y pone en duda el intento de atropello.
Mahmoud Muhammad 'Ali Sh'alan, de apenas 16 años y con doble nacionalidad palestina y estadounidense, murió por disparos en la pierna y la parte superior del cuerpo realizados por soldados israelíes en un puesto de control de Al-Bireh. El portavoz del ejército israelí afirmó que había intentado apuñalar a los soldados, aunque B'Tselem cuestiona la veracidad de dicha información. El 31 de octubre de 2016 moría en un puesto de control israelí en Al Bireh el joven Muhammad 'Abd al-Khaleq Rida Turkman, de 25 años, después de disparar a los soldados apostados en él y herir a uno de ellos moderadamente y a dos más ligeramente.

## Demografía

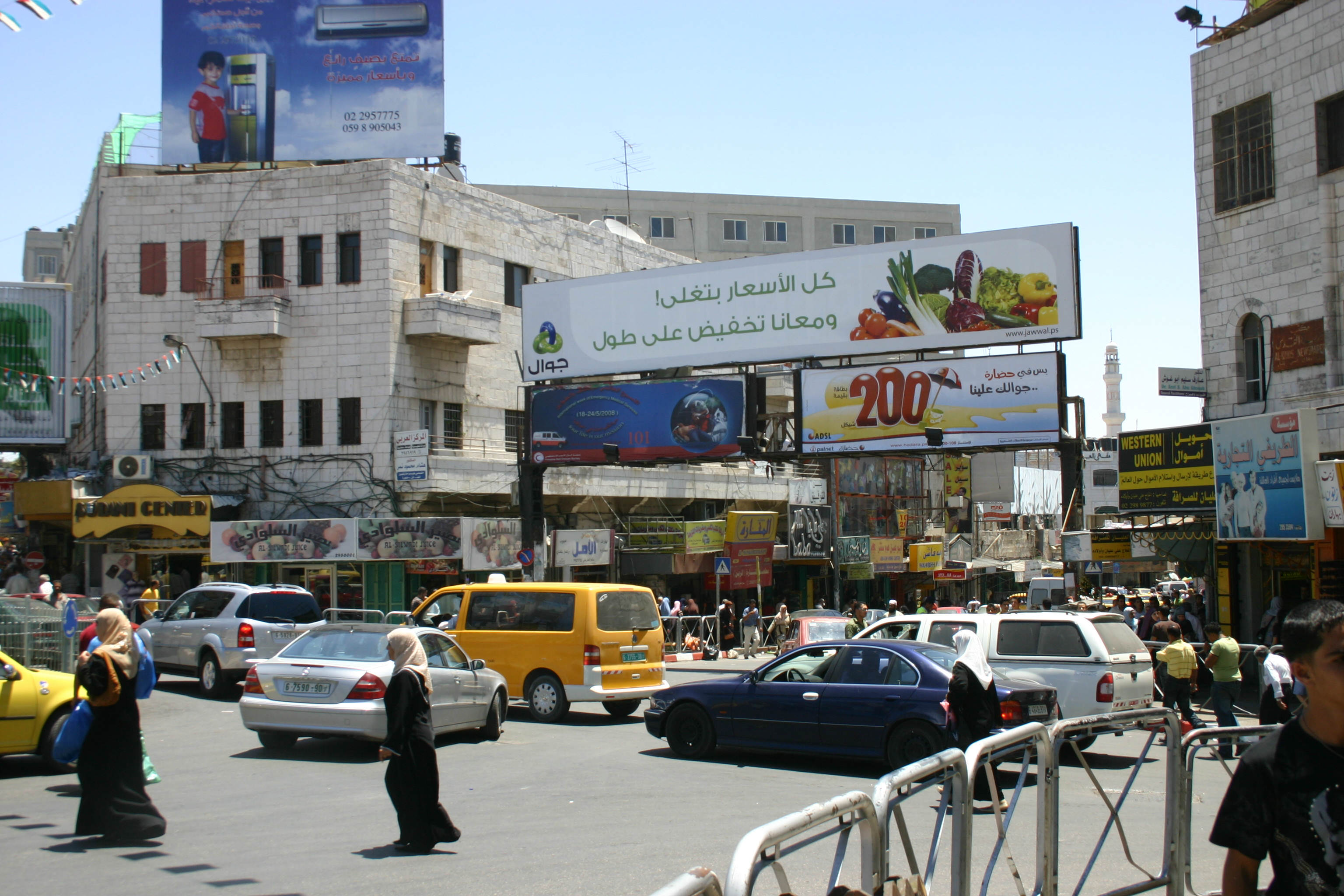
Plaza Manarah, en Al Bireh

El censo llevado a cabo por la Oficina Central de Estadísticas de Palestina en 1997 estableció la población de la ciudad en 27.856 habitantes, de los que la distribución por sexos era exactamente igual entre hombres y mujeres. La mayoría de sus habitantes eran refugiados palestinos, suponiendo un 55,4% del total de la población. En el censo de 2007 había 38.202 personas viviendo en la ciudad. Los cinco clanes principales en la ciudad de Al-Bireh sonː Quraan, Abed, Hamayyel, Tawil y Karakra. Los Rafidi, una familia cristiana, fue aceptada en el clan de los Tawil.

### Evolución histórica
| 1838 | 1922  | 1931  | 1945  | 1967  | 1997   | 2007   |
| ---- | ----- | ----- | ----- | ----- | ------ | ------ |
| 700  | 1.479 | 2.292 | 2.920 | 9.674 | 27.856 | 38.202 |

## Gobierno

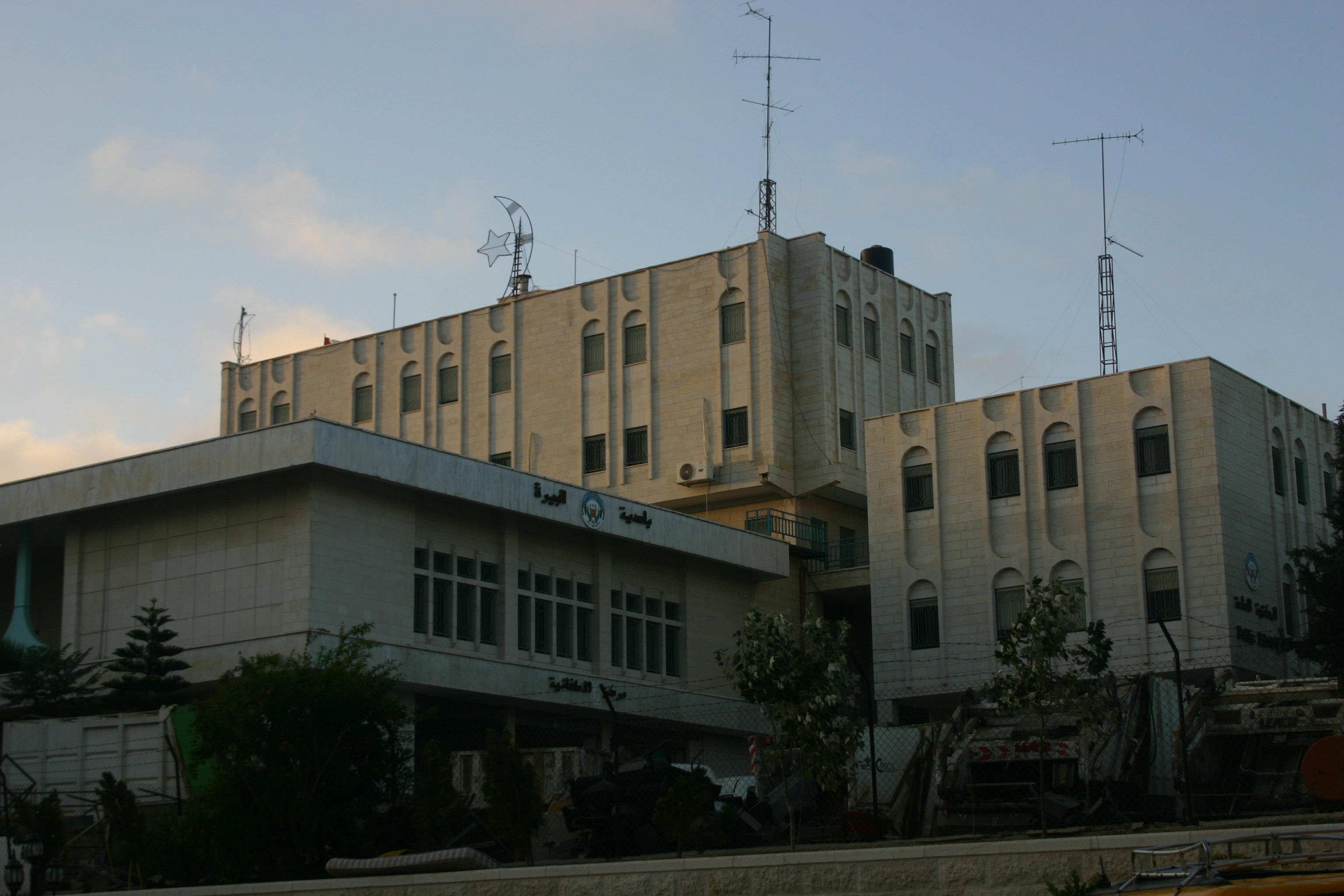
Ayuntamiento de Al Bireh

Al-Bireh estableció un ayuntamiento encabezado por el alcalde Eid Musa en 1928, bajo el Mandato Británico de Palestina. Ocho alcaldes más han pasado por el ayuntamiento, bien mediante elecciones, bien por designación gubernamental. Entre los alcaldes más conocidos de la ciudad destaca Abdul Jawad Saleh, que ejerció durante los años setenta hasta ser exiliado por Israel. Posteriormente se convirtió en un miembro del comité ejecutivo de la OLP y en ministro de agricultura de la Autoridad Nacional Palestina. En 1982, Israel instauró una administración civil, aunque en 1986 nombró a un alcalde árabe, Hassan al-Tawil. En 1988, tras dos años de mandato y con la mayoría de la población en su contra, cuando había recibido varias cartas pidiéndole que dimitiera y su propio hijo se lo había solicitado, fue apuñalado al salir de su oficina, resultando herido crítico. En 1996, la Autoridad Nacional Palestina estableció un ayuntamiento de 12 miembros con el jeque Jamal al-Tawil como alcalde. En las elecciones municipales de 2005, la Lista por la Reforma y el Cambio, apoyada por Hamás, ganó 9 de los 15 puestos del ayuntamiento, quedando los 6 restantes en manos de independientes. El actual alcalde es Umar Hammayil.
Al-Bireh se encuentra ubicada en la Zona A, bajo completo control de la Autoridad Nacional Palestina. Al-Bireh es el segundo mayor centro administrativo de Palestina, solo después de la ciudad de Gaza. Además de las oficinas del gobernador, también se encuentran en Al Bireh un considerable número de organizaciones gubernamentales, no gubernamentales y privadas, incluidos los ministerios de Transporte, Suministros, Información, Obras Públicas y Educación Superior, así como la Palestine Broadcasting Corporation y la Oficina Central de Estadísticas de Palestina. Debido a su proximidad con Ramala, ambas ciudades conforman una sola demarcación para las elecciones a la Autoridad Nacional Palestina.

## Salud y Educación
En 2010, el Fondo Jerusalén, la Fundación de la Asociación Nacional Médica Árabe Americana y Médicos por la Paz crearon un Instituto Palestino de la Diabetes en Al-Bireh.
La Universidad de Al-Quds tiene un campus en la ciudad de Al-Bireh. La maestra Hanan al Hroub, que imparte clases de primaria en la escuela Samiha Jalil de Al Bireh, recibió el 14 de marzo de 2016 el premio a la mejor maestra del mundo para ese año, dotado con 900.000€ y anunciado por el Papa Francisco.

## Deportes
El estadio Majer Ass'ad, también conocido como Estadio Internacional de Al-Bireh, tiene una capacidad de 7.000 espectadores y fue construido originalmente en 1996, aunque de 2006 a 2010 pasó por una serie de reformas que lo adecuaron a los estándares internacionales por un coste de 3 millones de euros. Las obras fueron financiadas por Francia, el Banco Alemán de Desarrollo, la Agencia del Desarrollo de las Naciones Unidas y la FIFA. La construcción se vio detenida por una orden de la Corte Suprema de Israel el 1 de noviembre de 2009 por una petición de los colonos del asentamiento ilegal israelí de Psagot, pero volvió a seguir adelante a finales de diciembre.
El equipo local de fútbol juega en la segunda división de fútbol cisjordana, conocida como First Division, y quedó en tercera posición en la temporada 2015/2016, no logrando acceder a los dos puestos de ascenso a primera división, o Professional League.
| Temporada | División | Posición         |
| --------- | -------- | ---------------- |
| 2015/2016 | 2.ª      | 3.º              |
| 2014/2015 | 2.ª      | 9.º              |
| 2013/2014 | 1.ª      | 11.º (desciende) |
| 2012/2013 | 1.ª      | 10.º             |
| 2011/2012 | 1.ª      | 8.º              |
| 2010/2011 | 1.ª      | 8.º              |
| 2009/2010 | 1.ª      | 9.º              |
| 2008/2009 | 1.º      | 5.º              |

El Centro Palestino de Judo, Karate y Aerobic se encuentra en Al Bireh.

## Ciudades Hermanadas
- Toluca, México
- Youngstown, Ohio, EE. UU.
- Fort Lauderdale, Florida, EE. UU.
- Gennevilliers, Francia